# Marange-Silvange
Marange-Silvange é uma comuna francesa na região administrativa de Grande Leste, no departamento de Mosela. Estende-se por uma área de 15,24 km². Em 2010 a comuna tinha 6 375 habitantes (densidade: 418,3 hab./km²).